# Телевізійний канал (ЗМІ)
Телевізійний канал — електронне ЗМІ, що є сукупністю телевізійних програм та інших аудіовізуальних повідомлень і матеріалів, сформованих відповідно до сітки мовлення з метою подальшого розповсюдження.
Телевізійний канал (або телеканал) —  сукупність аудіовізуальних матеріалів (телевізійних передач), яка транслюється в ефір з певною періодичністю та відповідно до попередньо складеного розкладу. Інше можливе визначення телевізійного каналу - "сигнальний потік із трансльованих згідно з попередньо складеним розкладом відеопрограм".
За способом мовлення поділяються на:
- етерні,
- кабельні,
- супутникові
- інтернет-телеканали

За територією охоплення на:
- міжнародні,
- загальнонаціональні
- регіональні.

## Методи передачі на відстань
Для передачі телеканалу на відстань його зображення та звук перетворюються на електричний сигнал. Два традиційні методи передачі цього сигналу кінцевому користувачеві (глядачеві): радіоефір (за допомогою радіохвиль; це так зване ефірне телебачення, для прийому потрібна антена) та по кабелю (за допомогою електричних коливань; це так зване кабельне телебачення). Для трансляції одного аналогового телеканалу потрібна смуга радіочастот шириною 6 (у США) або 7 МГц (у Європі). Ця смуга радіочастот, що виділяється якомусь окремому телеканалу, теж називається телевізійним каналом, що може викликати плутанину. Зараз набуває все більшого поширення цифрове телебачення. При цій технології аудіо- та відеосигнал оцифровується і до нього застосовується метод математичної компресії. Результуючий цифровий сигнал стає у кілька разів меншим вихідного за обсягом даних, тому смугою частот, яка розрахована лише на один аналоговий телеканал, можливо передавати відразу кілька цифрових телеканалів.

## Термінологія
Також телеканали називають телевізійними програмами. Така термінологія дозволяє уникнути плутанини з радіочастотними каналами, однак виникає плутанина з телевізійними передачами. Крім того, в деяких джерелах телеканалом можуть називати компанію або групу компаній, які цей телеканал створюють.

## Типи телеканалів
Телеканали бувають: 
- за охопленням мовлення:
  - загальнодержавні, регіональні та міжнародні;
- за наповненням: 
  - універсальні та тематичні (інформаційні, музичні, спортивні, фільмові та серіальні, розважальні в широкому сенсі, дитячі, телемагазини тощо);
- за способом передачі на відстань:
  - ефірні, кабельні, супутникові [4] та онлайнові (інтернет-канали);
- за типом передаваного сигналу:
  - аналогові та цифрові;
- за доступністю:
  - платні та безкоштовні.